# Gerhard Stötzel

Gerhard Stötzel

Gerhard Stötzel (* 4. Dezember 1835 in Grissenbach bei Siegen; † 1. Juni 1905 in Berlin-Charlottenburg) war ein deutscher Politiker der Zentrumspartei und der erste Arbeitervertreter innerhalb der Zentrumspartei im Deutschen Reichstag.

## Leben
Gerhard Stötzel wurde als Sohn des Tilmann Stötzel und dessen Ehefrau Elisabeth geb. Müller geboren. Nachdem er eine Lehre als Dreher abgeschlossen hatte, war Stötzel bei den Kruppwerken in Essen beschäftigt. Danach wurde er Redakteur des christlich-sozialen Blattes Rheinisch-Westfälischer Volksfreund. Als Kandidat der Zentrumspartei und Mitglied der christlich-sozialen Arbeitervereine im Ruhrgebiet (nicht zu verwechseln mit der christlich-sozialen Arbeiterpartei von Adolf Stoecker) gewann er mit Unterstützung der Sozialdemokraten. Der bürgerliche Flügel der Zentrumspartei veröffentlichte in der gleichen Ausgabe der Essener Volkszeitung einen Aufruf „Katholische Wähler!“, in dem dieser Flügel der Zentrumspartei erklärte, Stötzel sei für Katholiken nicht wählbar. 1877 gegen den weiteren Kandidaten des Zentrums Christoph Ernst Friedrich von Forcade de Biaix die Wahl zum Reichstag im Wahlkreis Düsseldorf 5 (Essen). Stötzel schloss sich der Fraktion der Zentrumspartei im Reichstag an. In der Reichstagswahl von 1878 siegte er mit einem Stimmenvorsprung von 600 Stimmen in Essen über seinen früheren Arbeitgeber Friedrich Alfred Krupp. Stötzel konnte den Wahlkreis bis zu seinem Tode 1905 halten und blieb über Jahrzehnte der einzige Arbeiter in der Reichstagsfraktion der Zentrumspartei. Sein Nachfolger als Reichstagsabgeordneter für den Wahlkreis Essen wurde Johannes Giesberts. Von 1886 bis zu seinem Tod war er auch Mitglied des preußischen Abgeordnetenhauses. Darüber hinaus war Stötzel Vorstandsmitglied im Volksverein für das katholische Deutschland.
Gerhard Stötzel war verheiratet und hatte Kinder. Um die Erziehung der Kinder kümmerte sich zeitlebens seine Schwester, die ihn auch in den Tagen seiner Krankheit pflegte.
Am 1. Juni 1905 starb Stötzel in seiner Berliner Wohnung in Berlinerstraße 118 an einer Lungenentzündung. Zu seiner Beisetzung am 5. Juni 1905 erschienen Abordnungen von knapp hundert Vereinen mit ihren Vereinsfahnen und zahlreiche Vertreter der Stadt Essen, der Zentrumsfraktionen des Reichstags und des preußischen Abgeordnetenhauses.
Die Schwester von Gerhard Stötzel hatte kein eigenes Einkommen, sondern lebte von der Armenunterstützung der Stadt. Nach Stötzels Tod blieb sie allein in der Wohnung. Da niemand sich um sie kümmerte, war sie auf das Mitleid von den Hausbewohnern angewiesen, welche sie vor dem Hungertod bewahrten.

## Ehrungen
Nach Gerhard Stötzel ist in Essen eine Straße benannt. Ein angedachtes Denkmal kam wohl nicht zustande. Am 30. Mai 2023 wurde in seinem Geburtsort Netphen-Grissenbach dort, wo früher sein Geburtshaus gestanden hat, der Gerhard-Stötzel-Platz eingeweiht und zu seinen Ehren eine Gedenktafel aufgestellt.